# Christopher Marsden
Christopher Marsden foi um sacerdote anglicano, arquidiácono de Man de 1700 a 1701.
Marsden nasceu em Prescot e foi educado no Brasenose College, Oxford. Reitor de Andreas, ele morreu num naufrágio em 3 de outubro de 1701.